# Commerce Street/South 11th Street (Tren Ligero de Seattle)
Commerce Street/South 11th Street es una estación de la línea Tacoma Link del Tren Ligero de Seattle. La estación es administrada por Sound Transit. La estación se encuentra localizada en Commerce Street y South 11th Street en Tacoma, Washington. La estación de Commerce Street/South 11th Street fue inaugurada el 15 de septiembre de 2011.

## Descripción
La estación Commerce Street/South 11th Street cuenta con 2 plataformas laterales.

## Conexiones
La estación es abastecida por las siguientes conexiones: 
- Sound Transit Express, Pierce Transit, Intercity Transit.